# La Chaux (Doubs)
La Chaux is een gemeente in het Franse departement Doubs (regio Bourgogne-Franche-Comté) en telt 376 inwoners (1999). De plaats maakt deel uit van het arrondissement Pontarlier.

## Geografie
De oppervlakte van La Chaux bedraagt 16,7 km², de bevolkingsdichtheid is 22,5 inwoners per km².

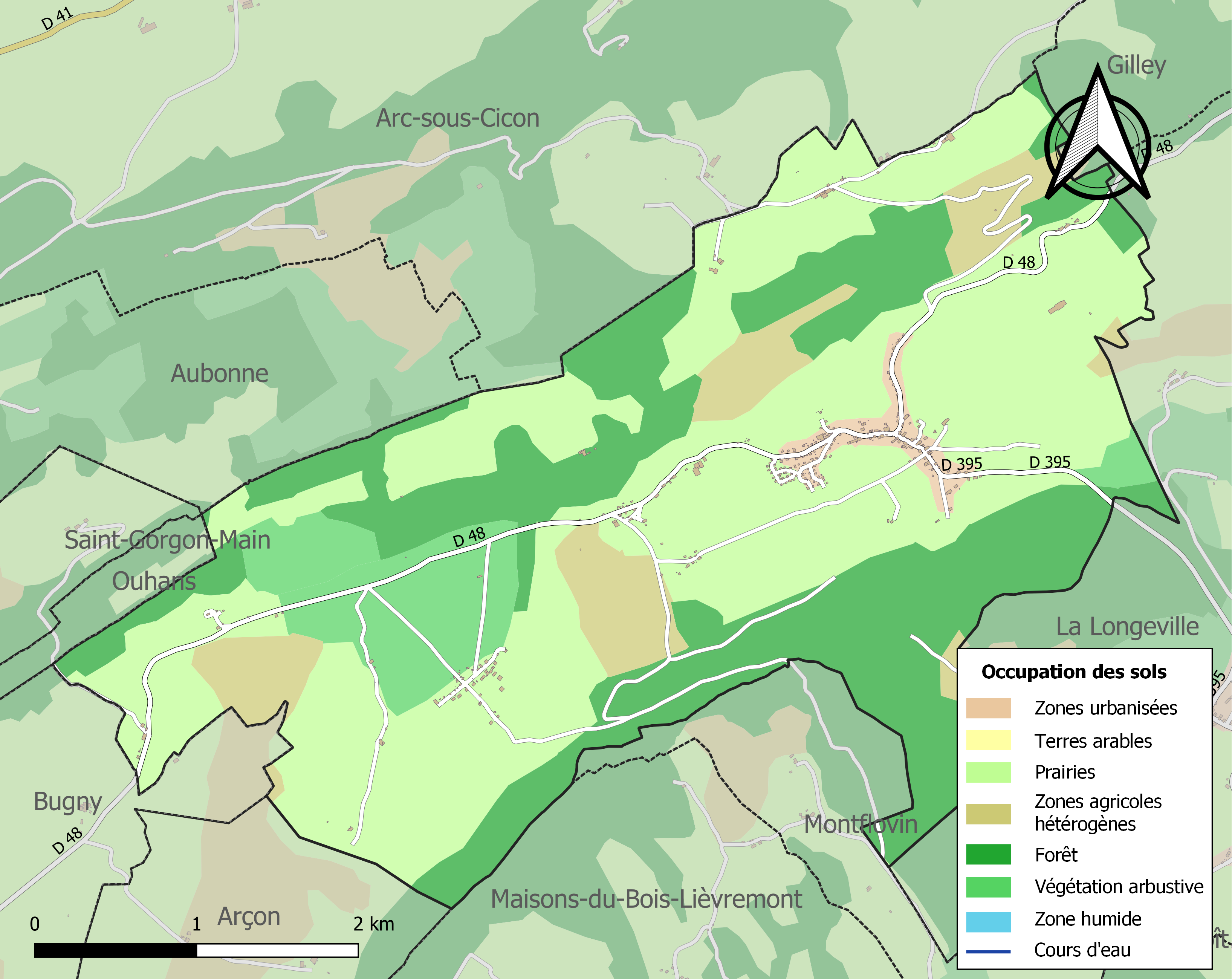
Kaart van de gemeente met de belangrijkste infrastructuur, bodemgebruik en omliggende gemeenten

## Demografie
Onderstaande figuur toont het verloop van het inwonertal (bron: INSEE-tellingen).